# Jones Mwewa
Jones Mwewa (Ndola, 12 de março de 1973 — Kitwe, 18 de novembro de 2011) foi um futebolista zambiano.

## Carreira
Em sua carreira, Mwewa jogou em 3 clubes - Strike Rovers (1993 a 1995), Power Dynamos (1996 a 2002) e Konkola Blades, onde aposentou-se em 2004, após 2 temporadas. Pelo Power Dynamos, foi campeão zambiano em 1997 e 2000, além de um bicampeonato da Copa da Zâmbia (1997 e 2001).
Pela Seleção Zambiana, disputou 55 jogos entre 1995 e 2002, tendo feito 2 gols. Jogou 3 edições da Copa das Nações Africanas (1996, 2000 e 2002).

## Morte
Em 18 de novembro de 2011, Mwewa faleceu em Kitwe, aos 38 anos de idade. A morte do ex-defensor causou repercussão em todo o país - segundo Ronald Mukosha, ex-companheiro de Mwewa no Power Dynamos e na Seleção Zambiana, ele já estava com a saúde abalada havia algum tempo.

## Títulos
Power Dynamos
- Campeonato Zambiano: 1997 e 2000
- Copa da Zâmbia: 1997 e 2001

Seleção Zambiana
- Copa das Nações Africanas: terceiro lugar (1996)